# 桃太郎電鉄X 〜九州編もあるばい〜
桃太郎電鉄X 〜九州編もあるばい〜（ももたろうでんてつばってん きゅうしゅうへんもあるばい）は、ハドソンが2001年12月13日に発売したPlayStation 2用ボードゲーム。桃太郎電鉄シリーズ第10作。タイトルは「X」とかいて「ばってん」と読む。

## 概要
ハードがPlayStation 2にうつり、マップは全て3Dで描かれた。物件駅の数は今作で全国編の物件駅の総数が100駅を突破した。ハードがスーパーファミコンからPlayStationに移った際には、多くの部分でルール・仕様の改定が行われたが、今回も例に漏れず変更部分が非常に多く、それらの中には後のシリーズで元に戻された物も少なくない。最新作まで続く資金面でのインフレがはっきりと現れるのはこの作品からである。
また、今作では所謂「地方編」や「地域別シリーズ」と呼ばれるものとして、「九州編」が収録されており、九州地方の各県内の駅が登場し、マップは「全国編」より広く、80の物件駅が収録されている。この地域別シリーズは後の携帯アプリ版へ繋がっている。
ただし、PlayStation 2で発売された作品のうち、本作のみ廉価版の発売がない。さらに、2009年に携帯アプリ版として『桃太郎電鉄KYUSHU』が配信されている。

### 前作からの変更点など
- 本作より、マップや列車、貧乏神などのキャラクターが3D化される。ドット絵で表される2Dアニメーションも強化され、後述するオープニングの他、ゲーム本編でもイベントなどで積極的に使用されている。
  - 本作より、マップを映すカメラの調整が可能になった。
  - 本作では、虫眼鏡でマップを調べている最中は各プレイヤーの列車が点滅し、列車に重なって見えないマスを視認できる。
- 本作より、音楽スタッフに池毅が加わった。従来から使用されている音楽も新たにアレンジが加えられた。
- 本作より、PBSニュースのスタッフの配属が現在のものになった（金太郎が現地キャスター、浦島が報道など）。
- 本作より、移動中に虫眼鏡でマップを調べる機能に「いけるかな?」が統合され、マスの情報と行けるマスの可否が一度に調べられる。
- 本作より、物件駅で一度に複数の物件を好きに選択して買うことができるようになった。
- 『HAPPY』『7』『V』におけるキングボンビーを撃退する内容のオープニングデモが独立したアニメムービーとして流れる。[1]
- 本作より『2017』まで、オープニングテーマ曲（タイトル画面曲）が池毅作曲の「それいけ! 桃鉄」で統一された。前作までのタイトルBGM「大好き! 桃太郎電鉄」（宮路一昭作曲）は本作ではオープニングデモの終盤部分に使用されている。
- 本作より、3月が通常のターン扱いとなった。決算は3月終了後に行われる。
- 本作より、3年間だけプレイして順位を競うモード「桃鉄公式戦」（『G』で「桃鉄3年決戦!」に改称）が搭載された。
- 本作より、大半の攻撃系カードは、ターゲットを決める際に「おまかせ（『jr.』以前の仕様）」「直接指定（『V』の仕様）」のうち好きなほうを選択できる。
- 本作より、1位のプレイヤーのみ汽車から煙が出るシステムが廃止された。
- 本作より、便利系カードが8枚持てるようになり、進行系と合わせて13枚持てるようになった。以降の作品でも携帯電話向け、DS・3DS・Switch向けタイトルのみカード袋の分類がなく合計で8枚までしか持てない仕様となっている。
- 本作より、損害系カードは赤色で表記されるようになった（『V』までは緑色）。
- 本作より、一定の年数を経過するとプラス駅、マイナス駅の金額、到着援助金などが大幅に増額する。
- 本作では、黄マスで2枚以上のカードを続けてもらえることがある。以降の作品には「戦況が悪い時に複数枚もらえる場合」や「最初から複数枚もらえるマス」などがあるものの、「通常の黄マスで戦況に関係なく複数枚もらえる」のは本作のみ。
- 本作より、ドジラがドジラースに変わり、モモトラマンが防衛できないと周辺の都市が破壊される。元ネタである「ウルトラマン」のジラースがゴジラの着ぐるみに襟巻きを付けていることから、ドジラースもドジラに襟巻きが付いたデザインとなっている。また、ミミラ・モモスラが廃止された。
- 本作より、プロ野球チームの物件を持っていても、「日本シリーズ」のイベントが発生しないことがある。
- 本作より、台風イベントで「大型台風」が発生することがあり、被害額が通常の台風より大きくなる。
- 本作より、カード売場で「モモトラマンカード」「ワクチンカード」を買うと、その場で使用しセットしてもらえることがある。
- 本作より、ボンビラス星では虫眼鏡でマスを調べることができなくなったほか、他人のカード攻撃などで強制的に脱出することが不可能になった。BGMも「ザ・ボンビラス・スター」（宮路一昭作曲）から「最凶のボンビラス星」（池毅作曲）に変更され、背景なども一新された（マップ構造自体は変わっていない）。
- 本作と『11』のみ、「乗っ取りカード」は物件ジャンルごとに分かれており、無料で乗っ取れる。無料乗っ取りは『G』で復活。
  - 本作より、「乗っ取りカード」は入手してから1年間の有効期限を過ぎると消える。
- 本作のみ、物件の増資が5段階まで可能なほか、「クレジットカード」が増資に使用可能。増資による収益率の上昇が物件により異なる点は同じ。ただし、「桃太郎ランド」は従来通り「クレジットカード」による増資ができない。
- 本作のみ、悪行を行う際、別ウィンドウでボンビーのアニメーションが表示される。
- 本作のみ、スリの銀次の登場背景が列車内部のものではない。盗む金額も『初代』と同じ「半分」「全額」のどちらかのみ。
- 『DX』以降、シリーズ恒例となっているゲストボンビーは、前作『V』と本作では登場していない。
- 本作より、埼玉県の物件駅が登場する。
- 本作より、エンディング映像に「激動の桃鉄史」が加わる。10年以上の長期戦でプレイした場合、プレイ中に起きた印象的な出来事（総資産10億円突破一番乗り、「キングボンビー」「スリの銀次」の被害額、「桃太郎ランド」購入など）を文章でロールして振り返る。
- 初登場のカード：デビル派遣カード、最寄りの駅でカード、特急周遊カードなど
- 廃止されたカード：なすりつけカード、クリスマスカード、天運カード、カメレオンカード、カードつかえカード、潜水艦カード、クイズカード、ボンビラスカード
- 復活したカード：とっかえっこカード
- 本作より、CERO対策のため、女湯のグラフィックが無難な物に変わる。
- 本作より、路線の標示が、地形図においてJR路線を表す白黒の線から線路に変わる。
- 本作では、全国編または九州編を99年遊ぶとおまけモードにて「桃鉄五七五」が見られるようになる。桃鉄にちなんだ俳句・川柳をファンから募集したもので、百作品収録されている。
- 『7』・『V』に続きデジキューブ提携のコンビニ併売タイトル第3作としてリリースした。

### 全国編の特色
- 本作のみ、持ち金を1ターンごとに奪っていく「古代怪獣デボンドビス」が登場。2度目の登場以降は、サイコロン砲を使い、プレイヤー全員で協力して倒すことができる。ただし最後の年には出現しない。
- 本作のみ、サッカーワールドカップ日韓大会にちなんで、サッカースタジアムの物件とイベントが登場。
- 本作のみ、収益率がマイナス（赤字）の熱海の日本旅館を買うと、一定確率で高額のリゾートホテルになるイベントが発生。「古びた旅館に活気のないお土産屋さんで埋め尽くされている熱海に、かつての元気を取り戻して貰おう」として入れたイベントだという。

### 九州編の特色
初の試みとして、地域別シリーズとして全国編のほかに九州編が収録されている。九州編の主な特徴は以下の通り。
- マップは全国編よりも広く、北端の対馬から南端の与那国島までは最短距離でも100マス以上ある。趣味でマップを作り始めたものの、次第に妥協が出来なくなり、結果的に広いマップになったとのこと[2]。
- 鹿児島が目的地の時、到着したプレイヤーに付き従いながら善行を行うキャラクター「おいどん」が登場（後に全国編にも登場）。
- どこかの物件駅にヘリコプターでぶっ飛ぶ「ぶっとび駅」、何が起こるかわからない「?駅」が登場。
- 初代『桃太郎電鉄』以来、鉄道を購入するシステムが再登場。購入はスタート地点の「門司鉄道省駅」となり、今回は路線単位での所有となる。いずれかのプレイヤーの列車が路線内を移動すると、路線ごとに決められた「1駅あたりの収入」が決算の時に入る。
- 列車・フェリー以外に、ボンネットバスや路面電車で移動する区間があるが、空路は登場しない。移動ルールは列車と同じ。
  - 沖縄県内の一部が鉄道路線とされているのに対し、日南線の一部区間がバス路線とされており、目的地の一つとなる志布志がバス停扱いされている。
- 大分空港駅に止まると一定の確率でホバークラフトに乗ることができ、大分駅へ行くことができる。
- 博多駅・長崎駅・熊本駅・鹿児島駅など一部の駅には、通常より多い16件の物件が用意されている。
- ある条件を満たして天草に止まると、一定確率で天草四郎時貞が出現、止まったプレイヤーに有利なイベントを起こす。後の『20周年』以降に登場する「歴史ヒーロー」の原点とも言える。
- マップ画面でのBGM『おじゃったもんせ!九州』（関口和之作曲）は、後の携帯版『TOKYO』および『DS(TOKYO)』でも使用されている。同曲はCD「101曲桃鉄大行進〜桃太郎電鉄オリジナル・サウンドトラック〜」に収録されている。

### バラエティゲーム
バラエティゲームでは、すべて全国編のマップを使用する。ゲーム開始時は「桃鉄公式戦」「桃鉄十番勝負」「北国で鬼ごっこ」しかプレイできないが、「いつもの桃鉄」モードで「桃太郎ランド」を購入すると、全てプレイできるようになる。
桃鉄公式戦
3年間プレイして順位を競う。ゲーム開始時の所持金は1億円で、青マス・赤マス・目的地の金額も高い。
桃鉄十番勝負
COMキャラ1人と「桃鉄公式戦」と同じルールで勝負する。期間は3年だが、先に総資産が15億円以上になった時点でも勝利となる。最初は豆鬼しか選べないが、勝つごとに強いCOMキャラと戦えるようになる。えんま以上に勝つと隠しCOMキャラが選べるようになり、最終的には十五番勝負になる。
北国で鬼ごっこ
北海道だけを用いた鬼ごっこ。ゲーム開始時に鬼を決め、同じマスに止まると鬼が交代。北海道の外へ出る手段は封鎖され、知床のロボット研究所と苫小牧のワープ駅がカード駅になったり、カード売り場の品ぞろえなども通常マップと異なる。3年目終了時に鬼だったプレイヤーが負け。
デビルがいっぱい!
プレイ年数は3年。ゲーム開始時に、デビル系カードを13枚（カード枠全部）持ってスタート。4月になった時点でカード枠に空きがある場合、「すっとこどっこいマン」が登場して空きを全部デビル系カードで埋めてしまう。最終的に資産が一番多いプレイヤーの勝ち。
物件争奪戦
特定の物件を最初に手に入れたプレイヤーの勝ち。ちなみにマップの音楽は『III』のマップ音楽「サイコロ行進曲3」のアレンジ。
ドラコンクエスト2
沖縄から「ぶっとびカード」を使い、最も移動マス数が多いプレイヤーの勝ち。海のマスに止まった場合は「池ポチャ」で記録なしとなる。今回は、前作と同じルールで1回勝負「ドラコンクエスト」と、3回勝負の「ドラコンクエスト2」が選択できる。なお、通常ゲームの「ぶっとびカード」は物件駅にしか止まらないが、この「ドラコン」では青・赤・黄マスにも止まる。

## 登場駅
太字の駅は目的地になる駅。

### 全国編
（初）：初登場、（再）：再登場、（変）：これまで別の駅として登場したもの。

#### 物件駅（116駅）
北海道（16駅）
- 稚内
- 旭川
- 北見
- 網走
- 釧路
- 池田
- トマム
- 富良野
- 夕張
- 札幌
- 小樽
- ニセコ
- 襟裳
- 登別
- 長万部
- 函館
- 青森
- 弘前
- 秋田
- 盛岡
- 角館（初）
- 新庄（初）
- 山形
- 米沢
- 石巻（変）
- 女川（変）
- 仙台
- 福島
- 那須

- 宇都宮
- 水戸
- さいたま（初）
- 上野
- 千葉
- 幕張
- 東京
- お台場（初）
- 伊豆大島（初）
- 八丈島（初）
- 渋谷
- 原宿
- 新宿
- 銚子
- 鹿島（初）
- 横浜
- 鎌倉
- 新潟
- 佐渡
- 湯沢
- 甲府
- 小淵沢
- 清里
- 長野
- 軽井沢
- 松本
- 白馬
- 熱海
- 静岡

- 浜松
- 名古屋
- 高山
- 大垣
- 富山
- 和倉温泉（初）
- 輪島（変）
- 加賀温泉郷（初）
- 金沢
- 福井
- 敦賀
- 松阪
- 伊勢
- 鳥羽（初）
- 新宮
- 那智勝浦（初）
- 長浜
- 近江八幡
- 京都
- 大阪
- 奈良
- 伊賀上野
- 白浜
- 和歌山
- 神戸
- 明石
- 姫路（再）
- 鳥取
- 岡山

- 倉敷
- 松江
- 出雲
- 広島
- 萩
- 下関
- 高松
- 徳島
- 高知
- 西条（初）
- 今治（初）
- 宇和島
- 松山
- 博多
- 有田
- 佐世保
- 長崎
- 別府
- 湯布院
- 豊後竹田（初）
- 大分
- 熊本
- 宮崎
- 飫肥
- 鹿児島
- 沖縄
- グアム
- ハワイ
- サイパン

#### カード売り場（24駅）
- 根室
- 浦河
- 名寄
- 恐山
- 遠野
- 釜石
- 大船渡
- 日光
- 大網
- 三宅島（初）
- 下田
- 尾鷲

- 珠洲（初）
- マキノ
- 田辺
- 倉吉
- 浜田
- 新居浜
- 中村
- 高千穂
- 指宿
- 日南
- 日向
- 名瀬

#### ロボット研究所（4駅）
- 知床
- 気仙沼
- 七尾
- 三角

#### ワープ駅（4駅）
- 苫小牧
- 館山
- 室戸
- 阿蘇

### 九州編

#### 物件駅（80駅）
★：物件が16件存在する駅。
- 門司港
- 小倉
- 田川
- 直方
- 博多★
- 大宰府
- 久留米
- 柳川
- 八女
- 大牟田
- 田主丸
- 鳥栖
- 佐賀
- 唐津
- 呼子
- 嬉野
- 有田
- 伊万里
- 武雄
- 壱岐

- 対馬
- 長崎★
- 佐世保
- 平戸
- 五島
- 諫早
- 大村
- 島原
- 阿蘇
- 南あそ…[注釈 1]
- 熊本★
- 八代
- 人吉
- 天草
- 日田
- 玖珠
- 湯布院
- 中津
- 宇佐
- 日出

- 杵築
- 別府★
- 大分
- 豊後竹田
- 臼杵
- 佐賀関
- 佐伯
- 津久見
- 延岡
- 高千穂
- 西都
- 宮崎★
- 日向
- 飫肥
- 日南
- 都城
- えびの
- 霧島
- 国分
- 桜島

- 鹿児島★
- 串木野
- 川内
- 阿久根
- 指宿
- 枕崎
- 志布志
- 種子島
- 屋久島
- 奄美大島
- 徳之島
- 沖永良部島
- 与論
- 宜野湾
- 糸満
- 那覇★
- 久米島
- 宮古島
- 石垣島
- 与那国島

#### カード売り場（17駅）
- 前原
- 飯塚
- 豊後高田
- 耶馬渓
- 大分空港
- 熊野魔窟
- 加津佐
- 大浦
- 水前寺

- 内牧
- 高森
- 青島
- 鹿屋
- 福山
- 隼人
- 嘉手納
- 石川

#### ロボット研究所（2駅）
- 三角
- 内之浦

## 関連書籍
- 『桃太郎電鉄X 〜九州編もあるばい〜 公式ガイドブック』（エンターブレイン、ISBN 4-7577-0742-8）
- 『土居孝幸アートワークス DOIN'S』（樹想社発行、銀河出版発売、ISBN 978-4-87777-095-2）
  - キャラクターデザインを手掛ける土居孝幸の画集。本作からは広告用原画、タイトル画面原画、カレンダーイラスト原画、各種資料用イラストなどが掲載されている。